# Κapsodásos
Κapsodásos, en grec moderne : Καψοδάσος, est un village du dème de La Canée, en Crète, en Grèce. Selon le recensement de 2011, la population de Κapsodásos compte 46 habitants.

## Recensements de la population
| Recensements | 1900 | 1920 | 1928 | 1940 | 1951 | 1961 | 1971 | 1981 | 1991 | 2001 | 2011 |
| ------------ | ---- | ---- | ---- | ---- | ---- | ---- | ---- | ---- | ---- | ---- | ---- |
| Population   | 184  | 151  | 141  | 58   | 115  | 107  | 58   | 54   | -    | 62   | 46   |